# Le Clan des frères Mannata
Pour plus de détails, voir Fiche technique et Distribution.
Le Clan des frères Mannata (titre original : ¡Viva América! ; titre anglais : Cry Chicago) est un film italo-espagnol réalisé par Javier Setó, sorti en 1969.

## Synopsis
Après la Grande Dépression, Francesco Mannata quitte sa Sicile natale pour rejoindre son frère Salvatore à Chicago. Francesco prend le nom de Frank Mannata et avec Salvatore et leur sœur Rosella, organise un empire mafieux.

## Fiche technique
- Titre original : ¡Viva América!
- Titre français : Le Clan des frères Mannata
- Réalisation : Javier Setó
- Scénario : Javier Setó et Luigi Mondello
- Musique : Gianfranco Reverberi
- Pays d'origine : Espagne - Italie
- Date de sortie : 1969

## Distribution
- Jeffrey Hunter : Frank Mannata
- Guglielmo Spoletini : Salvatore Mannata
- Margaret Lee : Lucia Barrett
- Gogó Rojo (en) : Rossella Mannata
- Pier Angeli : Bambi
- Eduardo Fajardo : O'Connor
- Beni Deus : Timothy
- Miguel del Castillo : O'Brian
- Paloma Cela
- Antonio Pica

## Accident pendant le tournage
En novembre 1968, pendant le tournage du film, l'acteur Jeffrey Hunter est blessé par l'explosion d'une fenêtre de voiture et subit un traumatisme crânien qui le laisse diminué. Le 26 mai 1969, en montant un escalier, il fait une hémorragie cérébrale spontanée, chute et heurte la rampe avec sa tête, ce qui lui provoque une fracture du crâne. Amené d'urgence à l'hôpital, il meurt le lendemain matin des suites de ses blessures.